# Mura Masa
Mura Masa, pseudonimo di Alexander Crossan (Castel, 5 aprile 1996), è un musicista, disc jockey, cantautore e produttore discografico britannico, originario di Guernsey.

## Biografia

### Primi anni (2011–2014)
Crossan si cimenta come poli-strumentista suonando la chitarra, il basso, la batteria e cantando nelle band locali di Guernesey sin da giovane, spaziando dal punk rock al deathcore e al gospel. All'età di 15 anni inizia ad auto-prodursi. Ricercava campioni di basi musicali via YouTube e avvicinandosi alla musica elettronica dopo aver conosciuto la storia di Hudson Mohawke e aver scoperto James Blake, Cashmere Cat e SBTRKT. Spinto a scrivere musica e approfondire lo studio di diversi strumenti, influenzato anche da gruppi come i Gorillaz e The Smiths, a 16 anni Crossman inizia a produrre musica elettronica e a caricarla sulla piattaforma SoundCloud sotto lo pseudonimo di Mura Masa, ispirato al fabbro giapponese Sengo Muramasa.
Si trasferisce a Brighton per studiare letteratura inglese all'Università del Sussex, inizia ad esibirsi nei locali e a Londra. Nel 2014, a 18 anni, inizia la sua carriera discografica pubblicando su SoundCloud, successivamente con la casa discografica tedesca Jakarta Records, il mixtape Soundtrack to a Death.

### Il debutto conMura Masae la consacrazione artistica (2015–presente)
Nel 2015, Crossman fonda la sua casa di produzione discografica, Anchor Point Records, in collaborazione con la Polydor Records e la Interscope Records. L'etichetta discografica produrrà album per Bonzai e Jadu Heart. Nel medesimo anno realizza l'EP di debutto Someday Somewhere, contenente il singolo di debutto Firefly e Lovesick, traccia giunta alla numero uno nella Spotify Viral in Regno Unito e Stati Uniti d'America e ri-masterizzata con il rapper ASAP Rocky l'anno seguente.
Nel 2017, pubblica il suo primo album Mura Masa, a cui ha lavorato per due anni e contenente collaborazioni con A.K. Paul, ASAP Rocky, Bonzai, Charli XCX, Christine and the Queens, Damon Albarn, Desiigner, Jamie Lidell, Nao e Tom Tripp. L'album riceve critiche positive e due nomination ai Grammy Awards 2018 come Miglior album dance/elettronico e come Miglior copertina.
Nel 2019, grazie al remix di Walking Away delle Haim, vince il premio di categoria Miglior brano remixato non classico ai Grammy Awards 2019.
A gennaio 2020, esce il suo secondo album, R.Y.C., anticipato dal singolo I Don't Think I Can Do This Again in collaborazione con la cantante statunitense Clairo.

## Discografia

### Album in studio
- 2017 – Mura Masa
- 2020 – R.Y.C
- 2022 - Demon Time

### EP
- 2015 – Someday Somewhere

### Mixtape
- 2014 – Soundtrack to a Death

### Singoli
- 2015 – Firefly (feat. Nao)
- 2015 – Love for That (feat. Shura)
- 2016 – What If I Go? (feat. Bonzai)
- 2016 – Love$ick (feat. ASAP Rocky)
- 2017 – 1 Night (feat. Charli XCX)
- 2017 – All Around the World (feat. Desiigner)
- 2017 – Wave
- 2017 – Sole M8s
- 2017 – Second 2 None (feat. Christine and the Queens)
- 2017 – Blu (feat. Damon Albarn)
- 2017 – Nuggets (feat. Bonzai)
- 2017 – Helpline (feat. Tom Tripp)
- 2017 – Untitled (feat. Moses Boyd)
- 2017 – U Never Call Me (feat. Jadu Heart)
- 2018 – Move Me (feat. Octavian)
- 2018 – Complicated (feat. Nao)
- 2018 – Doorman (feat. slowthai)
- 2018 – Till the World Falls (di Nile Rodgers e gli Chic feat. Cosha e Vic Mensa)
- 2019 – I Don't Think I Can Do This Again (feat. Clairo)
- 2019 – No Hope Generation
- 2019 – Deal Wiv It (feat. slowthai)
- 2020 – Teenage Headache Dreams (feat. Ellie Rowsell dei Wolf Alice)
- 2021 – Bbycakes (con Lil Uzi Vert e PinkPantheress feat. Shygirl)